# Tower Hill (Illinois)
Pour la hauteur de Londres, voir Tower Hill.
Le village de Tower Hill est situé dans le comté de Shelby, dans l’État de l’Illinois, aux États-Unis. Sa population s’élevait à 611 habitants lors du recensement de 2010, estimée à 586 habitants en 2016.